# Ardon (Nordossetien)
 For alternative betydninger, se Ardon. (Se også artikler, som begynder med Ardon)
Ardon (russisk: Ардо́н, tr. Ardon; ossetisk: Æрыдон) er en by med 18.915(2023) indbyggere beliggende centralt i den sydrussiske republik Nordossetien i det nordlige Kaukasus. Byen ligger ved floden Ardon, ca. 15 km vest for Beslan og 40 km nordvest for republikkens hovedstad Vladikavkaz.
Ardon blev grundlagt i 1823 og fik officiel status af by i 1964. Byen er et vigtigt vej- og jernbaneknudepunkt.